# 파이줄라 호자예프
파이줄라 우바둘라예비치 호자예프(우즈베크어: Fayzulla Ubaydulloyevich Xo‘jayev; 러시아어: Файзулла Убайдуллаевич Ходжаев, 1896년 ~ 1938년 3월 15일)는 후에 우즈베크 소비에트 사회주의 공화국의 일부를 형성하는 부하라 인민 소비에트 공화국의 초대 수장을 지낸 부하라의 정치인이었다.

## 어린 시절
호자예프는 1896년 부하라 토후국의 부하라에서 부유한 상인들의 우즈벡 가정에서 태어났다. 그는 1907년에 그의 아버지에 의해 모스크바로 보내졌다. 그곳에서 그는 현대 유럽 사회와 기술, 그리고 그의 조국의 전통에 얽매인 고대 방식 사이의 엄청난 격차를 깨달았다.
그는 1916년 같은 생각을 가진 개혁가들의 범튀르크주의 자디드에 참여했고, 아버지의 재산으로 청년 부하라당을 설립했다. 1918년 3월, 볼셰비키가 성공적으로 코칸트에서 소비에트 통치를 확립한 후, 호자예프는 부하라 에미르를 인물 우두머리로 하여 청년 부하라당 정부를 구성하려는 시도를 이끌었다. 며칠 동안, 그들은 성공한 것처럼 보였고, 에미르를 사실상 포로로 잡았지만, 나중에 쓰여진 그의 설명에서, 호자예프는 그와 그의 동료 혁명가들이 "속기 쉬운"이었고 성직자들의 영향과 구 정권에 충성하는 세력의 힘을 과소평가했다는 것을 인정했다. 그 결과, 수천 명의 청년 부하라당 지지자들이 사망했다. 호자예프는 타슈켄트로 탈출했고 그가 없는 동안 사형을 선고 받았다. 그는 1920년 9월 2일 붉은 군대가 그의 정부를 전복하고 부하라 시를 폭격하고 점령한 후, 1920년 9월 부하라의 에미르가 도망친 후에야 돌아올 수 있었다.

## 말년
1937년 6월, 호자예프는 명목상으로는 여전히 우즈벡 정부의 수장이었지만, 우즈베키스탄 공산당이 제7차 대회를 열었을 때 눈에 띄게 불참했다. 그는 심지어 대의원으로 선출되지도 않았다. 6월 27일, 의회가 끝난 지 열흘 만에, 그는 공직에서 해임되었다. 그는 1937년 7월 9일에 체포되었다. 9월에는 정치국원 안드레이 안드레예프가 우즈베키스탄에 대숙청을 가져오기 위해 타슈켄트에 도착했고, 9월 8일에는 7명이 "국민의 적"이라고 비난받았다.
앤드루 D. W. 포브스는 호자예프가 "이슬람의 의식에 따라 죽은 동생을 매장한 혐의로 기소되었다"고 썼다.
1938년 3월, 호자예프와 아크말 이크라모프는 모스크바에서 열린 21대 재판에서 모두 기소되었다. 함께 행동했고 비난받았지만, 법정에서 그들의 적대감은 분명했고, 각각은 상대방이 거짓말을 했다고 비난했다. 호자예프는 1920년대 초 러시아 제국과 대영 제국 사이에 부하라 공화국을 독립 완충국으로 보존하고자 했던 비밀 범튀르크 사회 밀리 잇티하드의 일원이었다고 고백했고, 그는 투르키스탄을 우즈베키스탄이 속한 4개의 독립된 소비에트 공화국으로 분할하는 것에 반대했다. 그리고 우즈베키스탄의 페르가나 계곡에 면화 단일 문화를 만들고 우파와 연계하는 첫 5개년 계획의 일환으로 모스크바에서 내린 결정에 반대했다. 1938년 3월 13일 사형을 선고받고 처형되었다.

## 유산
1966년 공식적으로 복권된 그는 현대 우즈베키스탄에서 논쟁의 대상으로 남아있다.
현대 우즈베키스탄에는 그의 기념비가 거의 없으며, 부하라에 있는 그의 아버지의 집은 기념물로 보존되어 있지만, 호자예프 자신은 거의 강조하지 않고 "부유한 지역 상인의 집"으로 불린다.